# Francisco Fleta Polo
Francisco Fleta Polo (Barcelona, 25 de septiembre de 1931) es un violista y compositor español. Fue catedrático de viola en el Conservatorio Superior Municipal de Música de Barcelona y su obra como compositor incluye más de 200 títulos de música de cámara, canciones, obras sinfónicas y para banda.

## Biografía
Nació en el seno de una familia de lutieres aragoneses de guitarras e instrumentos de cuerda. Su madre fue Vicenta Polo Pescador y su padre, Francisco Manuel Fleta (1890-1981). El padre abrió un negocio de construcción y reparación de instrumentos de cuerda (Casa Fleta) en Barcelona, en 1915, junto con sus hermanos Bienvenido (1882-1971) e Ignacio (1897-1977). Manuel y Vicenta vivían en el barrio antiguo de la ciudad de Barcelona y tuvieron dos hijos: Francisco y Juan.
Francisco Fleta estudió en el Conservatorio Superior Municipal de Música de Barcelona con Enric Ribó, Eduard Toldrà, Francesc Costa, Joan Massià, Joaquin Zamacois, Xavier Montsalvatge o Joan Pich Santasusana. Obtuvo los títulos superiores de Viola, Violín y Trompeta, y también realizó estudios de Composición y Dirección de Orquesta. Gracias al Premio de Honor que recibió en el último curso de viola, obtuvo una beca para estudiar en la Accademia Internazionale di Música “Roffredo Caetani”, en Roma, con profesores como Yehudi Menuhin, Gaspar Cassadó o Nikita Magaloff.
Aunque sus primeros pasos como intérprete profesional fueron como trompetista, en 1960 empezó a dedicarse plenamente a la viola. En 1961 entró a formar parte de la Orquesta Sinfónica del Gran Teatro del Liceo. En 1963 contrae matrimonio con la pianista y profesora de solfeo Maria Lluïsa Pascual Sumalla. En 1964 gana la plaza de viola en la recientemente creada Orquesta Sinfónica de Radio Televisión Española en Madrid, de la que será miembro hasta 1969. En esta etapa madrileña nacen los tres hijos del matrimonio Fleta-Pascual: Luís, Andrés e Isabel. A finales de 1969 el Conservatorio Superior Municipal de Música de Barcelona convoca la plaza de profesor de viola y Fleta la gana. Toma posesión del cargo el 1 de enero de 1970 y ya no lo abandonará hasta su jubilación en 1996. En 1972 gana también por oposición una plaza en la Orquestra Ciutat de Barcelona.

## Obra
Véase también: Anexo:Composiciones de Francisco Fleta Polo

### Obra musical
El catálogo de obras de Francisco Fleta Polo incluye más de 200 títulos:
- 17 obras sinfónicas

- 5 obras para banda
- 50 canciones para voz y piano
- Música de cámara con más de 130 obras desde piezas a solo hasta nonetos.

Parte de sus primeras obras fueron desestimadas por el autor y retiradas de catálogo. Muchas de sus obras, especialmente las de la primera etapa, responden al llamado “nacionalismo musical”, con claras referencias a la música hispana, como su Sonata para viola y piano op. 62 (grabada por Ashan Pillai), o incluso a capítulos o personajes de la novela “Don Quijote de la Mancha” de Miguel de Cervantes. Según el propio autor:
“La ventaja de este libro genial es que no hace falta leerlo de arriba abajo ni de releerlo completo: basta con abrir por cualquier capítulo y disfrutar. Disfrutar del lenguaje, de las palabras de Cervantes, de la idea que te vienen a la cabeza, de los colores, de los aromas, de los personajes, de las situaciones. Soy un enamorado de El Quijote, lo reconozco. Pero no solamente de su personaje principal —a veces me siento como un Quijote dentro de un cuerpo de Sancho Panza— sino también del resto de situaciones y personajes que aparecen”. 
Entre sus obras quijotescas destacan “El caballero andante” para guitarra, “El manco de Lepanto” para cuarteto de saxos, la “Sonata cervantina” para piano, “Historias de Don Quijote” para conjunto instrumental o “Don Quijote” para banda sinfónica. El mismo Francisco Fleta explicaba así en 2006 (con motivo de su 75 aniversario) su forma de componer:
“Mi música es eminentemente práctica. Nunca busco el elemento teórico. Aprendí música desde un atril, tocando día tras día. De la música mala he aprendido muchas cosas: esto no hay que hacerlo y esto tampoco. Pero de la música buena siempre me ha costado más porque me quedo extasiado delante de la belleza y de las maravillas que los compositores han llegado a escribir. Mis acordes no pretendo que sean clasificables o analizables, solo quiero que respondan a la sonoridad que busco, a la calidad del sonido que he pensado. Cuando ya tengo la música en la cabeza la paso a tinta directamente porque si no, cuando paso a limpio, corrijo demasiadas cosas —todo es mejorable— y acabo escribiendo una obra distinta. También busco que el intérprete disfrute de la música, que se lo pase bien haciendo su trabajo. Las dificultades de mis obras son superables porque no hay nada que no se pueda tocar con un poco de esfuerzo: suelo poner sobre el papel aquello que yo mismo soy capaz de tocar. Estoy contento a mis 75 años de ver que mis obras tienen un lenguaje que las hace reconocibles: suenan a Fleta Polo. Espero que las pueda disfrutar mucha gente”.

### Obra didáctica
Francisco Fleta es autor de diversos tratados pedagógicos para el estudio de la viola publicados en la década de 1990 por Clivis Publicacions de Barcelona: 
- Estudios de escalas y arpegios (8 volúmenes)
- Estudio de la doble cuerda (5 volúmenes)
- Nuevo sistema para el estudio de las posiciones fijas (5 volúmenes)

### Obra grabada
Entre las numerosas obras de Francisco Fleta Polo grabadas en ediciones discográficas destacan el Sexteto para cuerdas y el Cuarteto op. 69 (sello Columna Música), la Sonata para viola sola, la Sonata op. 62 para viola y piano  y la Sonata op. 76 para guitarra "El Caballero andante desfacedor de entuertos". 